# Hypnagogia
Hypnagogia, også benævnt som "hypnagogiske hallucinationer", er oplevelsen af overgangstilstanden fra vågenhed til søvn: Den hypnagogiske tilstand af bevidsthed, når søvnen begynder. (Den modsatte overgangstilstand fra søvn til vågenhed bliver beskrevet som hypnopompisk.)
Mentale fænomener som kan forekomme under denne "tærskelbevidsthed" fase omfatter hallucinationer, lucide tanker, lucide drømme og søvnparalyse. De sidste to fænomener er selv separate søvntilstande, som nogle gange opleves under den hypnagogiske tilstand.